# Pit Leyder
Pit Leyder, né le 11 janvier 1997 à Bettendorf, est un coureur cycliste luxembourgeois au service de l'équipe V.C.Diekirch. Il a gagné 1 courses UCL.

## Biographie
Originaire de Bettendorf, Pit Leyder étudie en parallèle de sa carrière sportive à l'Université de Besançon, par correspondance. Ses frères Misch et Jang sont également coureurs cyclistes.
En 2015, pour sa seconde année chez les juniors (moins de 19 ans), il se distingue en France en remportant le Tour des Portes du Pays d'Othe, épreuve fédérale juniors. Il termine également troisième du contre-la-montre et de la course en ligne des Championnats du Luxembourg, dixième du championnat du monde et dix-neuvième du championnat d'Europe. 
Passé en catégorie espoir (moins de 23 ans), il rejoint l'équipe continentale Leopard en mai 2016. Avec sa sélection nationale ,il se classe 21e des championnats d'Europe espoirs à Plumelec, et cinquième d'une étape sur le Tour de Moselle. En début d'année 2017, il prend la troisième place du championnat du Luxembourg de cyclo-cross espoirs. Le 8 avril, il finit neuvième du Tour des Flandres espoirs. Fin mai, il s'impose sur la course en ligne des Jeux des petits États d'Europe, disputés à Saint-Marin. En été, il se classe dix-septième et meilleur coureur du Luxembourg aux championnats d'Europe espoirs.
En 2018, Pit Leyder est sixième de la Flèche ardennaise, huitième de la Flèche du Sud et surtout troisième du Tour de Luxembourg disputé avec les professionnels, où il termine dans les dix premiers des trois étapes les plus difficiles.
Il est stagiaire au sein de la formation française Cofidis au second semestre 2019. C'est au cours de ce stage qu'il décide de mettre un terme à sa carrière de cycliste.
En 2023, Il rejoint l'équipe V.C.Diekirch.

## Palmarès sur route

### Par année
- 2015
  - Classement général du Tour des Portes du Pays d'Othe
  - 3e du championnat du Luxembourg du contre-la-montre juniors
  - 3e du championnat du Luxembourg sur route juniors
  - 10e du championnat du monde sur route juniors
- 2017
  -  Médaillé d'or de la course en ligne des Jeux des petits États d'Europe
  - Grand Prix Kropemann
- 2018
  -  Champion du Luxembourg sur route espoirs
  - 2e du championnat du Luxembourg du contre-la-montre espoirs
  - 3e du Tour de Luxembourg
  - 10e du championnat d'Europe sur route espoirs
- 2019
  - 2e du championnat du Luxembourg sur route espoirs
  - 3e du Grand Prix OST Manufaktur
  - 3e du championnat du Luxembourg du contre-la-montre espoirs
  - 3e du championnat du Luxembourg sur route

### Classements mondiaux
| Année                                 | 2017  | 2018 | 2019 |
| ------------------------------------- | ----- | ---- | ---- |
| Classement mondial                    | 2362e | 358e | 595e |
| UCI Europe Tour                       | 1515e | 187e | 450e |
|                                       |       |      |      |
| Légende : nc = non classéSource : UCI |       |      |      |

## Palmarès en cyclo-cross
- 2016-2017
  - 3e du championnat du Luxembourg de cyclo-cross espoirs